# Stanisław Piotr Niemira
Stanisław Piotr Niemira (ur. 29 kwietnia 1831 w Warszawie, zm. 27 maja 1896 tamże) — polski drukarz i wydawca.

## Życiorys
Urodził się w Warszawie 29 kwietnia 1831 i tu ukończył szkołę realną, a następnie pracował jako nauczyciel. Drukarstwa uczył się w drukarni S.Orgelbranda. W 1854 objął kierownictwo Drukarni Banku Polskiego w Warszawie i zarządzał nią przez następne dwanaście lat.
W 1866 pracował jako zecer w drukarni księży misjonarzy przy kościele św. Krzyża oraz w drukarni "Kuriera Warszawskiego". Wspólnie z Franciszkiem Czerwińskim zakupił drukarnię pomisjonarską i prowadzili wspólną działalność drukarską do 1883. W 1883 przy placu Wareckim założył własną drukarnię. Drukował głównie dla Gebethnera i Wolffa, M. Orgelbranda i Mariana Aleksandra Wizbeka.
Stanisław Piotr Niemira zmarł w Warszawie 27 maja 1896 i pochowany został na cmentarzu powązkowskim w Warszawie. Po jego śmierci drukarnię prowadzili jego synowie Józef i Wacław. Drukarnia działała do wybuchu powstania warszawskiego.